# Стрельцов, Борис Васильевич
Борис Стрельцов — (бел. Барыс Васілевіч Стральцоў, 1 марта 1926, Хутор — 18 октября 2009, Минск) — советский и белорусский писатель, публицист, преподаватель. Один из основателей научной школы белорусской журналистики и «король» белорусского очерка. Кандидат исторических наук (1968), доктор филологических наук (1978), профессор (1979). Заслуженный деятель культуры Республики Беларусь.

## Биография
Борис Стрельцов родился 1 марта 1926 г. в д. Хутор, Быховского района, Могилёвской области. Юность будущего писателя пришлась на суровые годы Великой Отечественной войны. С 1951 по 1956 год учился на филологическом факультете БГУ, совмещая учебу с работой в редакциях газет (бобруйской областной газете «Советская Родина», «Красная смена», «Звезда»). С сентября 1969 г. — на факультете журналистики БГУ. Работал старшим преподавателем, доцентом, заведующим кафедрой теории и практики современной журналистики. Кандидат исторических наук (1968), доктор филологических наук (1978), профессор (1979). С 1998 работал профессором кафедры социологии журналистики.

## Творчество
Его литературный талант стал раскрываться еще во время учебы на филологическом факультете БГУ. Первый сборник писателя «Наследник» вышел в 1963 году. Позже появились повести «Вечерняя планета», «Метроном памяти», сборник рассказов «Волшебный туман», роман «Между крутых берегов». Тематика произведений писателя разнообразна, но, прежде всего, автора интересовала жизнь белорусской деревни, ее уклад, проблемы и радости; стремления молодого поколения. Много работая со студентами как преподаватель, Стрельцов в своих произведениях пытался осмыслить задачи, стоящие перед молодыми людьми, понять их цели, особенности мировоззрения. Публиковаться начал в 1948 г. С того времени он опубликовал сотни публицистических и художественно-публицистических произведений, много научных статей и брошюр. Автор четырех сценариев документальных фильмов и пяти художественно-публицистических альбомов, посвященных Белоруссии. Был председателем специализированного Совета по защите диссертаций, руководителем научно-исследовательской лаборатории средств массовой информации, секретарем Белорусского союза журналистов, председателем комитета по профессиональной этике БСЖ, членом Комиссии по культуре и искусству при Совете Министров Республики Беларусь.

## Награды
Награжден почетными знаками «Отличник образования Республики Беларусь» и «Отличник печати Беларуси», Почетными грамотами и Грамотой Верховного Совета БССР (1962, 1965, 1986). В 1992 г. — лауреат премии Международной конфедерации журналистских союзов «За особый вклад в развитие журналистики». Заслуженный деятель культуры Республики Беларусь (1997), лауреат специальной премии Президента РБ деятелям культуры и искусства (номинация «Журналистика») (2001). В 20-й День белорусcкой письменности, который проводился в 2013 году в городе Быхове, на родине писателя, ученого и педагога открыли памятную доску в его честь.

## Основные труды
- Стральцоў, Б. В. Метад і жанр : Асновы творчага майстэрства журналіста : вучэб. дап. для студ. спец. Е 23 01 08-01 «Журналістыка» / Б. В. Стральцоў. — Мн. : БДУ, 2002. — 118 с.
- Стральцоў, Б. В. Публіцыстычнасць інфармацыйных жанраў / Б. В. Стральцоў. — Мінск : Выд-ва БДУ, 1973. — 136 с.
- Стральцоў, Б. В. Публіцыстыка. Жанры. Майстэрства / Б. В. Стральцоў. — Мінск : Выд-ва БДУ , 1977. — 336 с.
- Стральцоў, Б. В. Аналітычныя жанры : пытанні тэорыі і практыкі / Б. В. Стральцоў. — Мінск : Выд-ва БДУ, 1974. — 136 с.
- Стральцоў, Б. В. Газета і мараль / Б. В. Стральцоў. — Мінск : Выдавецтва БДУ, 1971. — 148 с.
- Стральцоў, Б. В. Дзесятая пяцігодка ў беларускім нарысе / Б. В. Стральцоў. — Мінск : Выдавецтва БДУ, 1980. — 126 с.